# Otto Andreas Krap
Otto Andreas Krap (Krabbe) (flor. 1688-1713) var en slesvigsk maler.
Hans herkomst er ukendt. Han blev gift 1688 i Slesvig by med Margreta Emerentz, datter af en Paul Pedersen. I 1693 blev Krap hofmaler for hertug Christian Albrecht af Gottorp. En tegning af Kristi himmelfart (sign. Tønningen) kendes (Hamburger Kunsthalle). 1694 fik han betaling for fire ovale, ovidiske historier, 1700 for en fremstilling af angrebet på Hollmer Skanse, 1708 og 1711 for marsk- og dige-kort. Han havde også almindeligt malerarbejde for hoffet, men mest dog dekorationsarbejde. Stundom forvekslet med hertugelig trompeter Otto Krap, der var hans slægtning.